# 임현서
임현서(1991년 4월 27일 ~)는 대한민국의 가수, 기업인이다.

## 학력
- 대원외국어고등학교 중국어과
- 서울대학교 경영대학 경영학 학사
- 서울대학교 법학전문대학원 법학 전문석사

## 방송
- 슈퍼스타K 2016 (2016) - Top40
- 신입사원 탄생기 굿피플 (2019)
- 내일은 미스터트롯 (2020) - Top101
- 입주쟁탈전 : 펜트하우스 (2022) - 3위
- 보물찾기 (2022)
- 사상검증구역: 더 커뮤니티 (2024)
- 더 인플루언서 (2024) - 63위

## 수상
- 제3회 블록체인진흥주간 핀테크 부문 유공 기업 과학기술정보통신부장관상 (2021)
- 중소벤처기업부장관 표창 (2020)
- K-ICT 혁신기술 멘토링 과학기술정보통신부 장관상 (2019)
- 여주국제대학가요제 은상 (2015)
- 한강음악제 동상 (2015)
- 머니투데이 대학가요제 대상 (2014)